# Kouty (Havlíčkův Brod)
Kouty é uma comuna checa localizada na região de Vysočina, distrito de Havlíčkův Brod.